# Joseph Verhaeghe
Joseph Verhaeghe, né en 1900 à Liège et mort en 1987 dans sa ville natale, est un peintre, dessinateur et restaurateur d'art belge.

## Biographie
Il se forme à l'Académie royale des beaux-arts de Liège, où il est l'élève d'Adrien de Witte, d'Auguste Donnay et de François Maréchal,,,,. Il réalise sa première exposition en 1921 à Liège,, et finit par accumuler un total de 29 expositions dans sa ville natale entre 1921 et 1971. Durant la Seconde Guerre mondiale, il a été fait prisonnier de guerre et interné de mai 1940 à mai 1942 dans le camp de prisonniers Stalag X-B.
En plus de sa carrière d'artiste peintre, il crée des panneaux décoratifs pour diverses institutions publiques liégeoises et exerce en tant que restaurateur d'art : il est responsable de la restauration des collections du Musée des Beaux-Arts de Liège et des œuvres anciennes du musée de Huy,,. Il est également professeur de dessin à l'Académie royale des beaux-arts de Liège de 1955 à 1965,,,.

## Œuvre
Il réalise des peintures, des aquarelles et des dessins,. Son œuvre se focalise sur les paysages industriels et urbains de la région de Liège,,,,,,, qu'il dépeint « avec une précision minutieuse et dans des coloris aussi délicats que sobres ».
Des œuvres de Joseph Verhaeghe sont présentes dans les collections du Musée de l'art wallon (La Boverie), du Musée de la Vie wallonne, de la Province de Liège et de l'Académie royale des sciences, des lettres et des beaux-arts de Belgique,,,.

## Expositions
Il expose au Cercle royal des Beaux-Arts de Liège de 1927 à 1987,, mais aussi à Spa, Bruxelles, Verviers, Ostende, Huy, Maastricht. Il participe également à divers Salons à Liège, Gand et Bruxelles,.
- 1933 : Le Visage de Liège, du 23 septembre au 23 octobre, Palais des Beaux-Arts, Liège[11].
- 1945 : Salon quatriennal & Artistes vivants, collections privées, architecture et urbanisme, du 1er au 21 septembre, Musée des Beaux-Arts, Liège[11].
- 1964 : 125e anniversaire de l'Académie royale des Beaux‑Arts, du 11 avril au 10 mai, Musée des Beaux-Arts, Liège[12].
- 1988 : Hommage à Joseph Verhaeghe, maison de la culture Les Chiroux, Liège[4].
- 1992 : Le Cercle royal des Beaux-Arts de Liège 1892-1992, du 18 septembre au 20 avril 1993, Cercle royal des Beaux-Arts, Liège[1].
- 1997 : Talents d’hier et d’aujourd’hui, du 3 octobre au 15 novembre, Générale de Banque, Liège[12].
- 2012 : École Liégeoise du Paysage, du 14 avril au 13 mai, Place Royale 41, Spa[13].

## Réception critique
« Interprète inspiré de notre région industrielle dont il a plus fréquemment traduit la majestueuse grandeur que l'austère beauté, en des toiles dessinées avec soin, mais qui portent la marque d'une personnalité sensible, il n'a cessé depuis plus d'un quart de siècle d'affirmer des dons authentiques. Si, indifférent - pour lui-même s'entend - à la mode et aux écoles, Verhaeghe est resté fidèle à sa ligne qui est celle de la simplicité et de la pureté d'expression, son œuvre, pour autant, ne s'est pas moins dégagée de toute convention pour atteindre, à une sorte de plénitude qu'elle tient de son calme apparent et d'une délicatesse de facture devant laquelle on ne peut rester insensible. »,

— Victor Moremans

« Joseph Verhaeghe s'est donné une spécialité : le compte rendu fidèle et réaliste des sites de la Meuse industrielle. Peintre tout entier soumis à l'ordre et la mesure, coloriste sobre et délicat, dessinateur impeccable... avec ce métier-là, Joseph Verhaeghe aurait pu faire aujourd'hui un valable hyperréaliste ! »

— Jacques Parisse